# رومن بوبوف
رومن بوبوف هو لاعب كرة قدم بلغاري في مركز حراسة المرمى، ولد في 21 مايو 1983 في بلوفديف في بلغاريا. لعب مع سبارتاك بلوفديف ونادي بوتيف بلوفديف.